# Johann von der Leiter

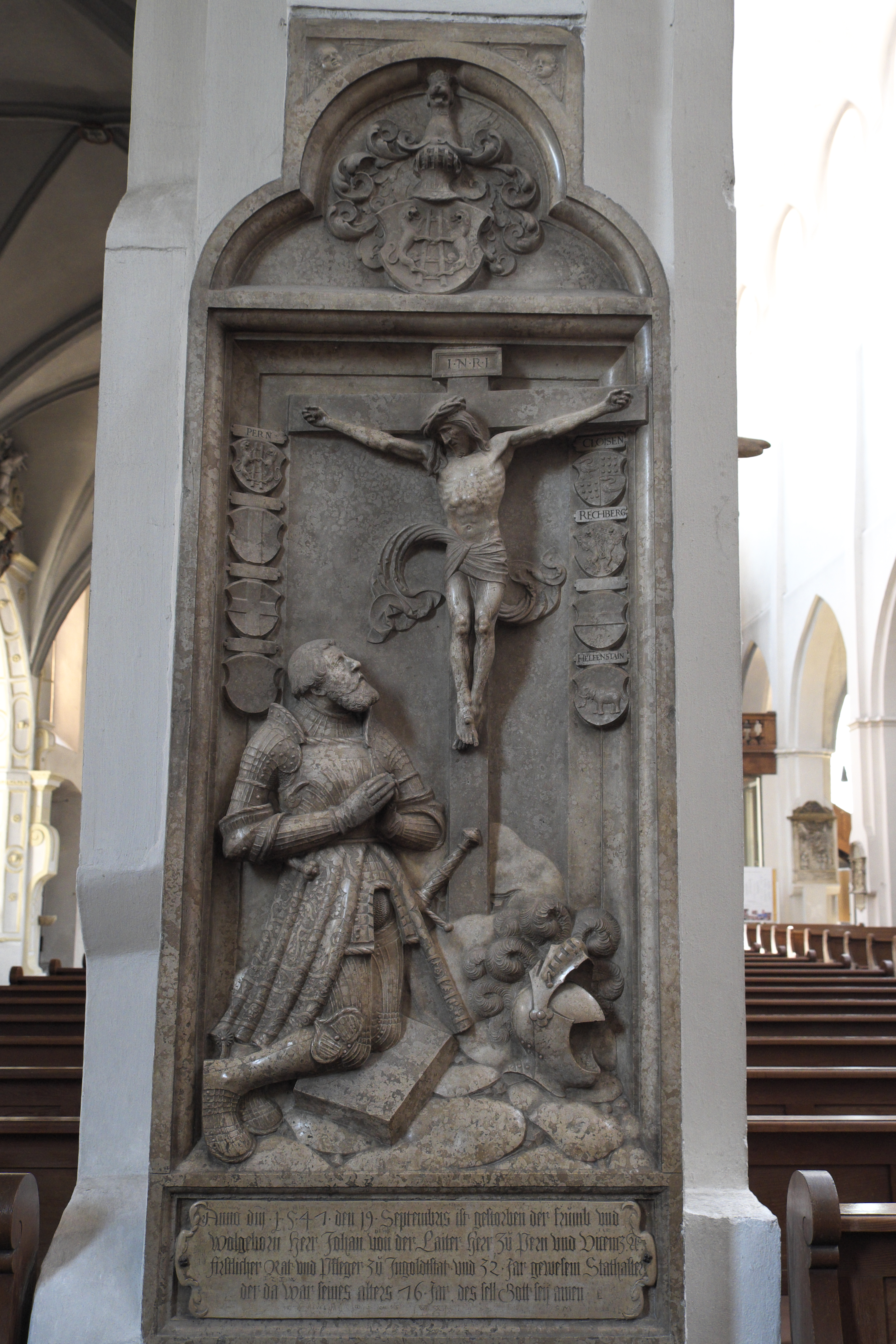
Epitaffio nella chiesa francescana di Ingolstadt.

Johann von der Leiter (1470/1471 – Ingolstadt, 19 settembre 1547), detto anche "Hans il Giovane", era statolder di Ingolstadt.

## Biografia
Johann von der Leiter, della famiglia Scaligera, discendente da Guglielmo della Scala, era figlio di Johann von der Leiter († 20 novembre 1490) e di Helene von Closen. Divenne consigliere bavarese nel 1514 e maestro della corte fondiaria nel 1541. Fu governatore a Ingolstadt dal 1517 al 1547.
Nella chiesa dei Francescani di Ingolstadt c'è un epitaffio per Johann von der Leiter, creato da Loy Hering nel 1571. Il governatore, vestito con l'armatura da cavaliere e l'elmo che giace davanti a lui, si inginocchia davanti al crocifisso posto asimmetricamente.